# هالشتات

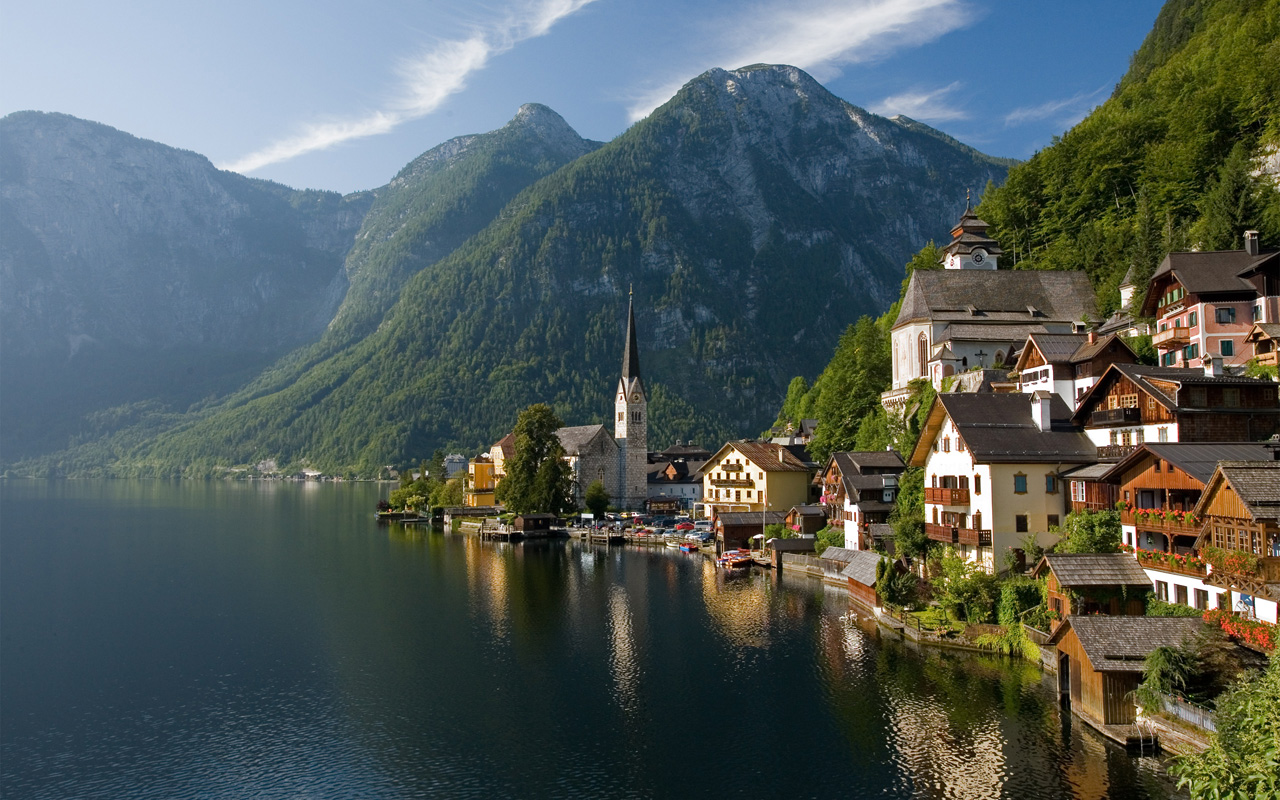
هالستات

هالستات وتنطق أيضاًهالشتات، هي قرية نمساوية صغير وفي تعداد عام 2001 يبلغ عدد سكانها 946 نسمة. وتقع بالقرب من بحيرة هالستات.

## المناخ
يظهر الجدول التالي التغييرات المناخية على مدار السنة لهالشتات:
| البيانات المناخية لـهالشتات       | البيانات المناخية لـهالشتات | البيانات المناخية لـهالشتات | البيانات المناخية لـهالشتات | البيانات المناخية لـهالشتات | البيانات المناخية لـهالشتات | البيانات المناخية لـهالشتات | البيانات المناخية لـهالشتات | البيانات المناخية لـهالشتات | البيانات المناخية لـهالشتات | البيانات المناخية لـهالشتات | البيانات المناخية لـهالشتات | البيانات المناخية لـهالشتات | البيانات المناخية لـهالشتات |
| الشهر                             | يناير                       | فبراير                      | مارس                        | أبريل                       | مايو                        | يونيو                       | يوليو                       | أغسطس                       | سبتمبر                      | أكتوبر                      | نوفمبر                      | ديسمبر                      | المعدل السنوي               |
| --------------------------------- | --------------------------- | --------------------------- | --------------------------- | --------------------------- | --------------------------- | --------------------------- | --------------------------- | --------------------------- | --------------------------- | --------------------------- | --------------------------- | --------------------------- | --------------------------- |
| متوسط درجة الحرارة الكبرى °م (°ف) | 1.5 (34.7)                  | 4.0 (39.2)                  | 9.2 (48.6)                  | 13.9 (57.0)                 | 19.0 (66.2)                 | 22.3 (72.1)                 | 24.1 (75.4)                 | 23.3 (73.9)                 | 19.7 (67.5)                 | 13.8 (56.8)                 | 6.7 (44.1)                  | 2.3 (36.1)                  | 13.3 (56.0)                 |
| المتوسط اليومي °م (°ف)            | −2.5 (27.5)                 | −0.7 (30.7)                 | 3.7 (38.7)                  | 8.0 (46.4)                  | 12.9 (55.2)                 | 16.2 (61.2)                 | 17.8 (64.0)                 | 17.2 (63.0)                 | 13.7 (56.7)                 | 8.6 (47.5)                  | 3.1 (37.6)                  | −1.0 (30.2)                 | 8.1 (46.6)                  |
| متوسط درجة الحرارة الصغرى °م (°ف) | −6.5 (20.3)                 | −5.4 (22.3)                 | −1.7 (28.9)                 | 2.2 (36.0)                  | 6.8 (44.2)                  | 10.2 (50.4)                 | 11.6 (52.9)                 | 11.1 (52.0)                 | 7.8 (46.0)                  | 3.4 (38.1)                  | −0.5 (31.1)                 | −4.3 (24.3)                 | 2.9 (37.2)                  |
| الهطول مم (إنش)                   | 86 (3.4)                    | 86 (3.4)                    | 89 (3.5)                    | 110 (4.3)                   | 125 (4.9)                   | 172 (6.8)                   | 177 (7.0)                   | 153 (6.0)                   | 104 (4.1)                   | 91 (3.6)                    | 96 (3.8)                    | 104 (4.1)                   | 1٬393 (54.9)                |
| المصدر:                           |                             |                             |                             |                             |                             |                             |                             |                             |                             |                             |                             |                             |                             |

## معرض صور

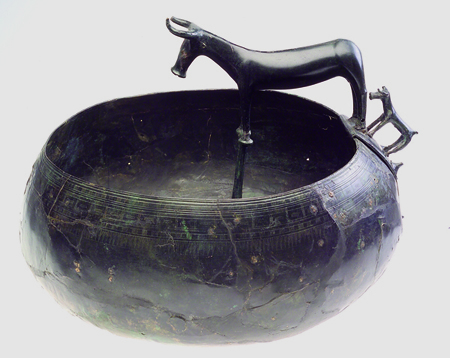
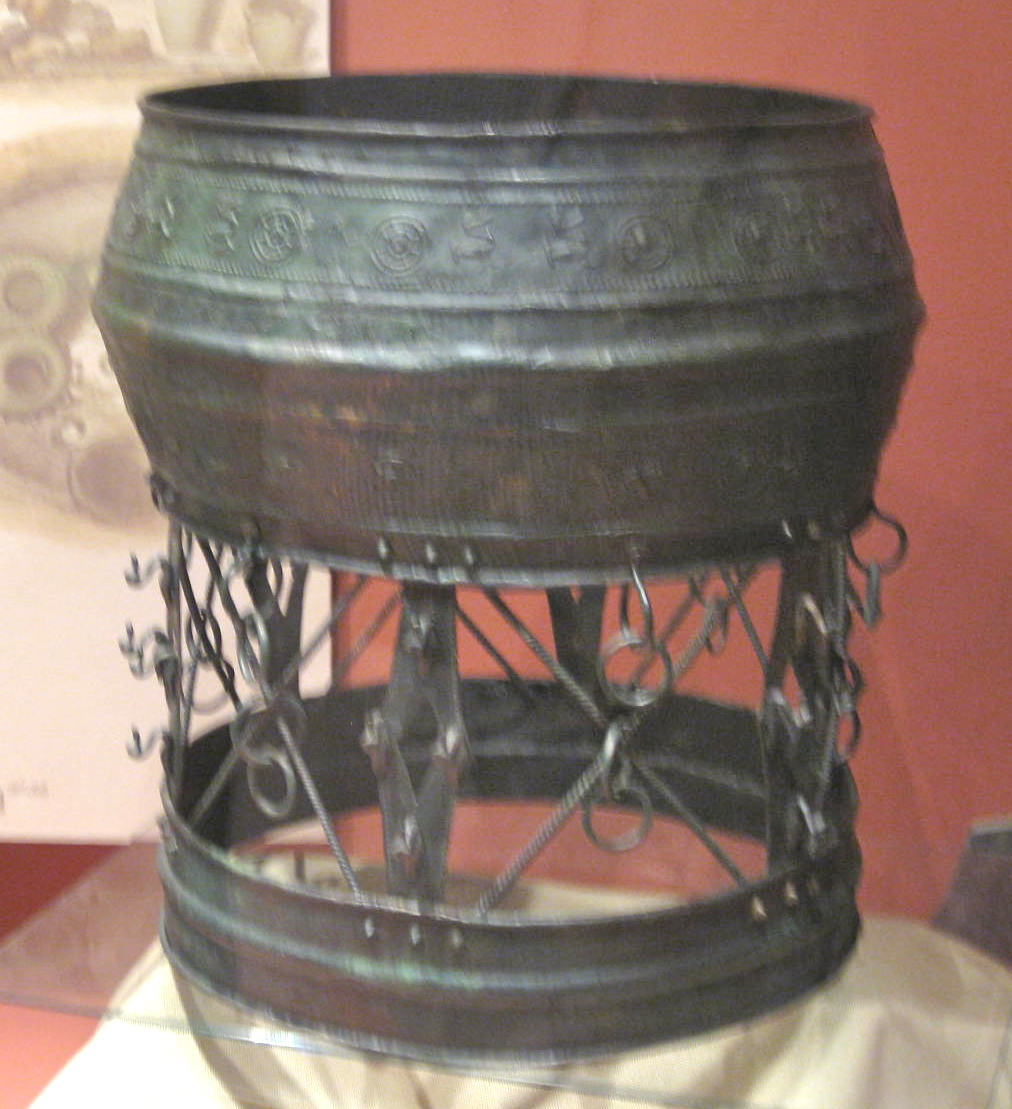

## أعلام
- فريدريش مورتون